# Гольдбаум, Вильгельм
Вильгельм Гольдбаум (нем. Wilhelm Goldbaum; 1843—1912) — австрийский и немецкий публицист, юрист, переводчик и редактор «Posener Zeitung»; доктор юридических наук.

## Биография
Вильгельм Гольдбаум родился в январе 1843 года в Кемпене (ныне Кемпно, Польша). 
С 1869 года был одним из редакторов «Posener Zeitung», а с 1872 года член редакции венской газеты «Neue Freie Presse», где вёл критический отдел.  
В 1877 году В. Гольдбаум выпустил ряд очерков исторических параллелей и заметок под названием «Entlegene Kulturen», где отводится много места евреям и еврейской культуре, причём сборник наглядно свидетельствует об отличном знании автором еврейской литературы и еврейской истории. В своих более поздних произведениях Гольдбаум почти не касался еврейского вопроса.
Перевёл с польского на немецкий язык ряд произведений Генрика Сенкевича и Юзефа Игнацы Крашевского.
Вильгельм Гольдбаум умер 28 августа 1912 года в городе Вене.

## Избранная библиография
- «Entlegene Kulturen; Skizzen und Bilder» (Берлин, 1877)
- «Literarische Physiognomieen» (Вена, 1884)[2];
- «Deutsche Goethe-Tage» (Будапешт, 1899 год).